# 吉福尼塞伊卡萨利
吉福尼塞伊卡萨利（義大利語：Giffoni Sei Casali），是意大利萨莱诺省的一个市镇。总面积34平方公里，人口5271人，人口密度155.0人/平方公里（2009年）。ISTAT代码为065055。